# Laglaizia fascipennis
Laglaizia fascipennis är en tvåvingeart som beskrevs av de Meijere 1913. Laglaizia fascipennis ingår i släktet Laglaizia och familjen bredmunsflugor. Inga underarter finns listade i Catalogue of Life.